# Кітнос
Кітнос (грец. Κύθνος) — острів у Греції, у південній частині Егейського моря, належить до архіпелагу Кіклади. Знаходиться приблизно за 110 кілометрів від Афін, розташований між островами Кея і Серіфос. На острів ходить пором з Пірея за маршрутом Пірей — Кітнос — Серіфос — Сіфнос — Мілос — Кімолос. На острові є сонячна електростанція.

## Історія
На північному узбережжі острова за часів мезоліту існувало людське поселення. Більша частина цього поселення в наш час[коли?] затоплена морем. Розкопки 1996 р. виявили людські скелети, кам'яні знаряддя праці та інші артефакти, що доводять наявність тривалої присутності людини в цьому місці (можливо мисливців-збирачів).
Першими жителями острова, за переказами, були дріопи, від царя яких, Кітна, острів і отримав назву. Вживається при цьому й інша назва — Ферма (місцеві жителі називають острів Ферма), що походить від теплих (thermes) цілющих джерел в місцевості Лутра. У греко-перські війни острів воював на боці греків. Геродот пише, що острів послав одну трирему і одну пентеконтеру для участі в битві при Саламіні. Далі острів був членом Делосського морського союзу. Політичний устрій острова мав складові риси правління аристократії і демократії. Це спонукало Арістотеля написати філософський твір — «Конституцію Кітноса», в якій він бачив близьке до ідеального державне управління. У 1207 році Кітнос був захоплений венеційцями і увійшов до складу створеного ними Наксоського герцогства, а в 1617 році — турками. Кітнос був одним з перших островів, що взяли участь у національно-визвольній Грецькій революції 1821 року і в 1830 році, як і інші Кіклади, возз'єднавшись з Грецією.

## Печера
Існує відома печера Катафікі, поряд з селом Дріопіда, у місцевості «Фірес». Одна з найбільших у Греції, багата сталактитами. Печера використовувалася жителями як притулок в роки Другої світової війни, а також як місце святкування Пасхи.

## Міста-побратими
- Маріуполь